# Силао
Силао (исп. Silao) — город и административный центр одноимённого муниципалитета в мексиканском штате Гуанахуато. Численность населения, по данным переписи 2010 года, составила 74242 человека.

## История
Силао был основан в доиспанский период народом отоми, позднее был завоёван народом тараско.
3 февраля 1833 года Силао получает статус деревни, а 12 июля 1861 года статус города.

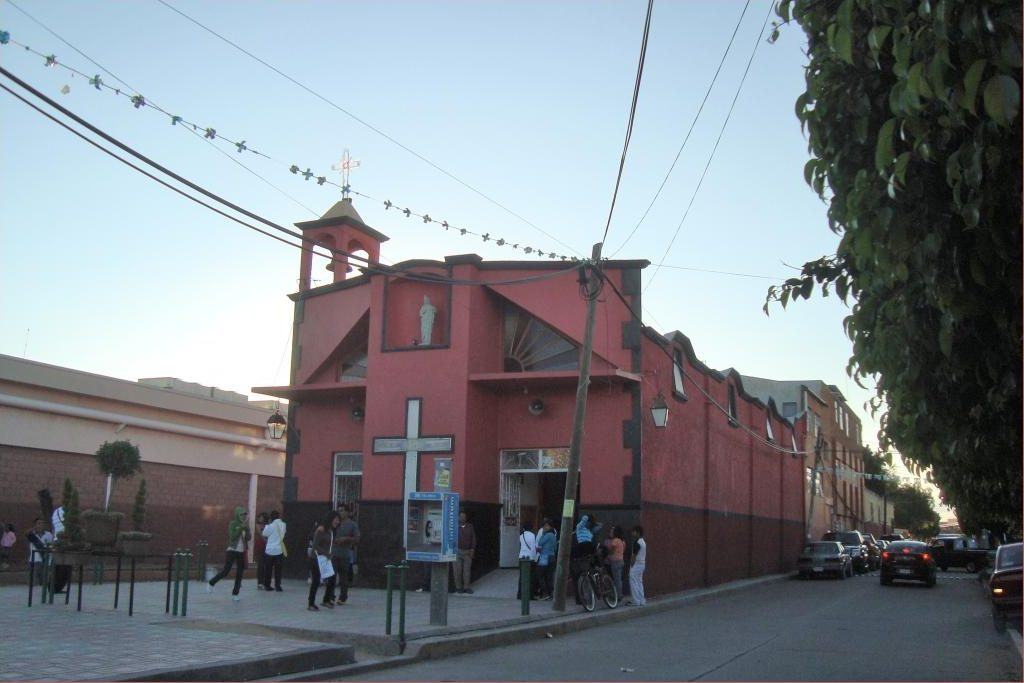
Городская церковь Святого Иуды Фаддеуса